# 湧擬魮
湧擬魮（学名：Pseudobarbus phlegethon）是輻鰭魚綱鯉形目鯉科的其中一個種，被IUCN列為瀕危保育類動物，分布於非洲南非開普敦，體長可達7.1公分，棲息在岩石底質的溪流與水塘，屬肉食性，以水生昆蟲等為食，繁殖期在夏季，雄魚具有領域性。